# Caldwell (krater)
För andra betydelser, se Caldwell.
Caldwell är en nedslagskrater med en diameter på 51 kilometer, på planeten Venus. Caldwell har fått sitt namn efter den amerikanska författarinnan Taylor Caldwell.